# Chris Kent
Christopher Kent (Lor-Zod) es un superhéroe ficticio que aparece en los cómics estadounidenses publicados por DC Comics. El personaje apareció por primera vez en Action Comics # 844 (diciembre de 2006) y fue creado por Richard Donner, Geoff Johns y Adam Kubert.
Como hijo biológico del General Zod y Ursa, es un kryptoniano que se convierte en el hijo adoptivo de Clark Kent (Superman) y su esposa Lois Lane. Más tarde fue reinterpretado como un supervillano en DC Rebirth. Una adaptación del villano Lor-Zod aparece en la serie animada Young Justice, con la voz de Phil Morris. Otra interpretación del personaje aparece en la película animada Liga de la Justicia: Dioses y monstruos, con la voz de Benjamin Bratt.

## Historial de publicaciones
Apareció por primera vez en Action Comics # 844 (diciembre de 2006), en el arco de la historia Superman: Last Son, y fue creado por Richard Donner, Geoff Johns y Adam Kubert. El personaje ha asumido el papel de Nightwing. Después de Flashpoint, DC revisó el concepto del heroico hijo de Zod. En Tierra-16, sucede a Clark Kent como Superman y es el mejor amigo del nuevo Batman, Damian Wayne. En Tierra-2, en el cómic Tierra 2, el hijo de Zod, Val-Zod, sucede a Kal-El como el Superman pacifista de su universo.
Una nueva versión de Lor-Zod se introdujo en 2017 durante DC: Renacimiento en la serie Action Comics durante la historia de Revenge, esta vez como un villano.

## Biografía del personaje ficticio

### "Último hijo"
Cuando una nave espacial cayó hacia Metrópolis, Superman la desvió a un aterrizaje relativamente seguro. Después de su aterrizaje, Superman se sorprendió mucho al descubrir a un niño en su interior. Haciéndose eco de su propia llegada en su juventud años antes, Superman vio que el niño estaba completamente ileso. Los escritos kryptonianos en su nave decían que su nombre kryptoniano era "Lor-Zod", que luego se confirmó en Action Comics # 851 (agosto de 2007). Fue llevado al laboratorio de la costa este del Departamento de Asuntos Metahumanos (bajo la supervisión de Sarge Steel) para observación.
El niño exhibió una fuerza sobrehumana y solo podía hablar kryptoniano. No sabía su nombre ni de dónde venía. Al igual que con Supergirl, Superman supo instintivamente que el niño era kryptoniano antes de que se completaran las pruebas. Después de que fue confirmado como kryptoniano, fue llevado inmediatamente a la sede del Departamento de Asuntos Metahumanos en Washington D. C. sin el conocimiento de Superman. Sacó al niño de su custodia y decidió, con Lois Lane, criar al niño. Clark luego se puso en contacto con Batman, quien utilizó sus recursos para crear la identidad de Christopher Kent.
Chris permaneció bajo la custodia de Lois y Clark como su hijo adoptivo. Asistió a la Escuela Ellsworth, una escuela privada de élite, donde tuvo algunos problemas para ocultar sus poderes, particularmente durante la educación física. Para ayudarlo, Superman trabajó con Batman para desarrollar un implante, oculto dentro de un reloj de pulsera, que usaba radiación solar roja para bloquear a Chris poderes mientras estaba en la escuela hasta que aprendió a controlarlos. Mientras se creaba el reloj, Chris se hizo amigo de Tim Drake, el actual Robin, quien lo trató como a un hermano menor y se ofreció a mostrarle algo de gimnasia. Finalmente, el reloj de pulsera falló, debido a que estaba calibrado en el metabolismo de un kryptoniano adulto, y las energías acumuladas explotaron, destruyendo el apartamento de Clark y Lois. Clark le aseguró al joven que no lo despedirían y que encontrarían una manera de hacer frente a sus crecientes poderes.
Posteriormente, Superman realizó una conferencia de prensa para informar al mundo que el niño kryptoniano estaba bajo su cuidado. En ese momento, Bizarro, enviado por Lex Luthor, intentó sin éxito secuestrar a Chris. Más tarde, se reveló que Chris es el hijo biológico del General Zod y Ursa. Su llegada liberó a Zod, Non y Ursa de la Zona Fantasma. Aparentemente fue concebido y criado allí dentro de una estructura de prisión que es inmune a los efectos "atemporales" de la zona, y el propio Christopher también fue especialmente inmune. Fue insinuado por Mon-El, residente de la Zona Fantasma que Zod y Ursa abusaron de su hijo antes de enviarlo fuera de la Zona. En una batalla con Superman, Zod y Ursa recuperaron a su hijo y capturaron a Lois. Después de enviar a Superman a la Zona Fantasma, el ejército del General Zod invadió la Tierra. Superman escapó con la ayuda de Mon-El, y luego buscó una alianza con Lex Luthor para derrotar a Zod, quien había capturado una gran parte de la población de superhéroes de la Tierra. Bajo la custodia de Zod, Chris usó sus poderes para evitar que Lois fuera lastimada.
Después de los eventos de Action Comics Annual # 11, Zod y su ejército fueron derrotados y Chris los persiguió hasta la Zona Fantasma para asegurarse de que el paso entre la Zona Fantasma y el resto del universo se cerrara correctamente, ya que seguiría siendo débil, mientras permaneció en la Tierra. Él estaba al tanto del costo de esta acción, y cuando se fue agradeció a Superman y Lois por darle una familia adecuada. Posteriormente, Mon-El, a quien Superman le pidió que buscara al niño en la Zona, informó que no tuvo éxito hasta el momento aunque sabe que Zod no lo tiene, pero se comprometió a continuar buscando.

### Nightwing
Después de regresar a la Zona Fantasma, Chris ingresó a la prisión kryptoniana donde sus padres se habían refugiado. Allí encontró una pieza de la tecnología de Brainiac; La mente de Chris interactuó con el dispositivo, expandiendo su conciencia y forjando una conexión con la mente de Thara Ak-Var, jefa de seguridad de Kandor, que había sido liberada recientemente de la nave de Brainiac por Superman. Thara usó la conexión entre sus mentes para organizar un exitoso intento de rescate con la ayuda adicional de Non. Cuando los ciudadanos de Kandor crearon New Krypton, que se colocó en órbita alrededor del Sol frente a la Tierra, Chris y Thara se encargaron de llevar a la Zona Fantasma a los criminales kryptonianos que se escondían en la Tierra como agentes durmientes. Dado que el gobierno beligerante de Alura Zor-El y Zod había empañado la reputación de todos los kryptonianos en la Tierra, Chris y Thara decidieron actuar como un nuevo dúo Nightwing y Flamebird (ya que Dick Grayson, el anterior Nightwing, se convirtió en el nuevo Batman), al principio con simples máscaras de tela, luego con trajes de poder falsos, para oscurecer el origen de sus poderes.
Sin embargo, Chris, debido a su nacimiento en la Zona Fantasma, exhibe raros e incontrolables brotes de crecimiento: cuando Thara lo salvó, él todavía era el niño criado por Lois y Clark, como Nightwing se muestra como aproximadamente 15 o 16, y después de otro crecimiento. brote de unos siete años, envejece hasta los 23 años.
Su madre, Ursa, comienza a acosarlo para vengarse. Se había mostrado a Chris negando su herencia e insistiendo en que Thara se dirigiera a él con su nombre "humano", despreciando sus intentos de transliterarlo como un nombre kryptoniano, y nunca usando su verdadero nombre kryptoniano de Lor-Zod. Después de un brutal ataque de Ursa, Thara queda gravemente herida por un cuchillo de Kryptonita frangible y Chris se ve obligado a llevarla a Lois para recibir asistencia médica.
Al llevar a Thara a Lois, Chris y Lois tienen una reunión llena de lágrimas. Lois está feliz de volver a verlo, pero le preocupa su avanzada edad. Lois llama a la Doctora Luz para obtener asistencia médica mientras Chris regresa a la fortaleza y se enfrenta de nuevo a Ursa. Su conflicto se interrumpe cuando los vehículos aéreos no tripulados enviados por el General Lane llegaron al lugar, lo que obligó a ambos a huir.
Mientras Chris regresa a casa con Lois, descubre que Thara se ha recuperado y Lois le pregunta sobre su relación. Antes de que Lois pueda aprender algo, los dos vuelan para enfrentarse a una pareja kryptoniana en una ola de crímenes. Los cuatro luchan, con Chris y Thara ganando rápidamente la ventaja; sin embargo, su lucha es interrumpida por Codename: Assassin y lo que parece ser una pandilla de "ogros". La pareja que duerme usa la distracción para escapar. Chris como Nightwing los persigue, pero se ve obligado a dejarlos ir para salvar a algunos inocentes de un puente que se cae.
Después de que los dos reciben un agradecimiento de héroe de una multitud en Hollywood, Thara se da cuenta de que una de las chicas le dio su número de teléfono a Chris. Chris le pregunta si está celosa. Thara miente diciendo que no le importa si él anda con cientos de chicas. Reaccionando por impulso, los dos comparten un beso. Antes de que cualquiera de los dos se las arregle para responder, son atacados por Metallo y Reactron y capturados.

### Inculpado por asesinato
Afortunadamente, Chris y Thara se teletransportan junto con Supergirl. Kara como Supergirl ataca a Thara, por matar a su padre y tratar de matarla. Sin embargo, Chris la detiene y le dice que es su primo. Los tres son atacados por Guardian y la Policía Científica, aparentemente por matar a Mon-El. Chris intenta decirle a Guardian que no asesinaron a Mon-El, pero Guardian lo ignora. Los tres logran escapar a París. Chris, Thara y Kara hablan de lo sucedido. Luego descubren que los dos durmientes con los que estaban luchando eran Metallo y Reactron. Sin embargo, son atacados por Escuadrón K.
Enmarcados por el asesinato de Mon-El, los dos junto con Kara logran escapar del Escuadrón K y se dirigen al apartamento de Lana Lang. Piden la ayuda de Lois para limpiar sus nombres. Chris y Lana van a buscar a Lois mientras que Kara y Thara se quedan en el apartamento de Lana.
Chris y Thara son descubiertos y una vez más se ven obligados a huir. Durante el intento de huir, una vez más se encuentran con el Escuadrón K, sin embargo, los tres optan por rendirse para limpiar sus nombres. Mientras logran persuadir al comandante del Escuadrón K, Reactron asesina rápidamente a sus compañeros de equipo e intenta matar a los tres.
Durante su conflicto, Thara resulta herida al intentar proteger a Supergirl. Cuando Reactron está a punto de matar a Chris y Kara, Thara manifiesta sus poderes y personalidad de Flamebird, y domina fácilmente a Reactron. Flamebird decide matar a Reactron, pero se convence para mostrar misericordia después de que Reactron revela que Mon-El está vivo y Supergirl lo habla. La Flamebird se sumerge una vez más después de compartir un beso con Chris.
Con nuevos disfraces, Chris y Thara continúan salvando vidas, a pesar de que sus acciones han sido torcidas por los medios anti-kryptonianos. No mucho después, Chris experimenta otro brote de envejecimiento, convirtiéndose en un anciano. La Doctora Luz lleva a Chris a su colega, el Doctor Pillings, quien, sin que ninguno de ellos lo sepa, es el agente durmiente kryptoniano Jax-Ur. Jax-Ur cura a Chris, devolviéndolo a su forma de adulto joven y toma una muestra de su ADN.
El robo de Jax-Ur del ADN de Chris y su propósito se revela pronto cuando desata una réplica de la deidad kryptoniana Rao para pisotear y arrasar la Tierra. Thara intenta someter a Jax-Ur y la falsa deidad, pero incluso en su forma Flamebird es dominada. Mientras tanto, Chris está indefenso una vez más atrapado en la Zona Fantasma, desterrado allí por Jax-Ur. Mientras está allí, solo puede observar cómo Thara, Lois y otros héroes luchan contra Rao, pero no infligen ningún daño real, solo Wonder Woman logrando defenderse. Triste y frustrado, es contactado por Nightwing, otra entidad kryptoniana, opuesta y amante de Flamebird. Nightwing revela que, si bien Thara es realmente la anfitriona de Flamebird, también lo es de Nightwing. Sin embargo, por alguna razón, los dos no pueden conectarse. Al ver que Thara y los demás no aguantarán mucho más, Chris y Nightwing se fusionan correctamente y pueden liberarse.
Ahora, un avatar en toda regla de la entidad Nightwing, Chris, puede luchar contra Jax-Ur (que también se reveló que es la deidad kryptoniana, el Constructor) junto con Flamebird en términos iguales. Furioso porque Nightwing escapó, Jax-Ur huye al corazón de su construcción, Rao y desencadena una autodestrucción ubicada en el corazón de Rao que envolvería la Tierra en un agujero negro y destrozaría el universo. Nightwing y Flamebird juntos pueden dominarlo y Nightwing absorbe el corazón de Rao en la Zona Fantasma, donde se vuelve inofensivo y destruye la construcción Rao.
Una vez que se resuelve la crisis de Rao, Thara y Chris se reagrupan con los otros héroes; se besan y huyen para evitar más hostilidades con los lugareños.
Durante el evento War of the Supermen, el sol del sistema solar se volvió rojo por los esfuerzos combinados del General Lane y Lex Luthor. Thara se sacrifica para devolverle su coloración amarilla, convirtiéndose en un esqueleto carbonizado. Chris intentó unirse a ella, pero la entidad Nightwing se lo llevó.
En la confrontación final entre Superman y Zod, Chris empuja a Zod de regreso a la Zona Fantasma. Una vez de regreso en la Zona, Chris vuelve a ser un niño y se encuentra con Mon-El una vez más.

### Renacimiento
Después del reinicio de The New 52, Chris Kent fue oficialmente retirado de la continuidad. Más tarde, durante DC Rebirth, se presentó una nueva versión de Lor-Zod, esta más leal a su padre, el General Zod. Liberada por Escuadrón de Venganza contra Superman, la Casa Zod gobernó Jekuul, un planeta con dos soles amarillos. Él, su padre y el Erradicador eventualmente entran en conflicto con los Linternas Verdes Kyle Rayner, Mogo, Guy Gardner y Hal Jordan.

## Poderes y habilidades
Chris ha desarrollado algunos de los poderes de Superman. Sus habilidades son menos poderosas que las del kryptoniano promedio, pero los límites no se han medido. Ha exhibido ocho habilidades kryptonianas hasta ahora:
- Vuelo: Vuela en la Fortaleza de la Soledad y en la granja de Kent.[7]
- Visión de calor: quema la mano del General Zod cuando intenta dañar a Lois Lane.[9]
- Visión telescópica: puede combinar este poder con su visión de rayos X para ver las pantallas principales de la Batcave desde lejos.[5]
- Visión de rayos X: puede combinar este poder con su super visión para ver las pantallas principales de la Batcave desde lejos.[5]
- Invulnerabilidad: Llega ileso a la Tierra y un autobús le cae encima durante el ataque de Bizarro.[7] Sin embargo, ha declarado que no es tan invulnerable como otros kryptonianos.[13]
- Fuerza sobrehumana: es capaz de levantar objetos cientos de veces su propio peso, incluida una consola de televisión pesada y de estilo antiguo en el laboratorio de Asuntos Metahumanos cuando era niño.[3] Luego, más tarde, exhibió un mayor grado de fuerza cuando atrapó el globo del Daily Planet mientras caía durante el ataque de Bizarro.[7] Ha declarado que no es tan fuerte como otros kryptonianos.[13]
- Inteligencia sobrehumana: puede memorizar un diccionario en una hora y aprender el idioma inglés.[7]
- Aliento Vortex: puede usar este poder para frenar las caídas de varios autos, lo que le permite a Superman atraparlos.[5]

Como Nightwing, también ha demostrado habilidades adicionales debido a su nacimiento en la Zona Fantasma:
- Telequinesis táctil: puede desmantelar objetos de manera similar a Conner Kent.[13] También muestra la habilidad en un sentido más tradicional, como mover objetos sin tocarlos. Si bien esto se considera telequinesis básica, parece manifestar este poder a través de gestos con las manos en lugar de esta habilidad que emana del pensamiento puro. Además, aunque es moderadamente poderoso en esta área, carece de cualquier habilidad fina; usándolo generalmente como un "instrumento contundente" de poder destructivo. El uso de su poder suele ir acompañado de una pantalla de color púrpura oscuro de bandas iluminadas que emanan de sus manos.[26]
- Resistencia a la kryptonita: no siente los efectos de la exposición a la kryptonita con tanta severidad como otros kryptonianos y puede resistir sus efectos durante períodos de tiempo mucho más largos, una habilidad que ha usado ofensiva y defensivamente en combate. No se sabe si la exposición prolongada a la kryptonita en algún momento lo mataría o no.[13]

También es inmune a los efectos de la Zona Fantasma porque nació allí. Tiene un cuerpo sólido dentro de la zona y aparentemente envejece normalmente, mientras que todos los demás habitantes son intemporales y fantasmas. Sin embargo, por la misma razón, mientras vive fuera de la Zona, envejece en períodos de crecimiento repentinos y debilitantes, en los que pasa varios años en cuestión de minutos. Jax-Ur, disfrazado del Dr. Pillings, colocó un dispositivo en el brazo de Chris que mantiene a raya los brotes de crecimiento.
Su reciente fusión con la entidad Nightwing le ha otorgado más habilidades que incluyen:
- Teletransportación: es capaz de fusionarse con sombras y cruzar distancias. La distancia exacta a la que puede teletransportarse sigue siendo desconocida, pero pudo teletransportarse o absorber un sol artificial defectuoso a la Zona Fantasma.
- Creación de construcciones de sombras: Chris muestra esta habilidad en la forma más rudimentaria, creando criaturas oscuras, escudos de sombras, etc. Sus limitaciones exactas también son desconocidas.
- Omnisciencia Virtual: Nightwing ha declarado que ve y sabe todo lo que ocurre en las sombras o en la oscuridad. Hasta el momento, pudo detectar a su deidad hermana que se escondía en su propia sombra y sentir que Jay Garrick estaba en peligro de ser asesinado.

## Otras versiones
Una contraparte del universo alternativo de Chris Kent (de la Tierra-16) aparece en la miniserie Countdown: Arena, donde se lo representa como un individuo altamente evolucionado (tanto física como espiritualmente) con acceso a vastos poderes más allá de los de los kryptonianos estándar. Sacrificándose en un intento de matar a Monarca (Nathaniel Adam), finalmente es el primero en caer en su batalla contra los Supermen de Tierra-30 y Tierra-31.
Una versión anterior / similar de Chris Kent / Nightwing fue ideada en la serie de Elseworlds Superman & Batman: generaciones en el número 4, "1999: Beginnings and Endings", donde un descendiente de Superman llamado Clark Wayne, el hijo biológico de Joel Kent, El hijo de Superman, que fue manipulado para volverse contra su padre por Lex Luthor y posteriormente asesinado, con Bruce Wayne Junior adoptando a Chris después de la muerte de Joel, adopta la identidad heroica de "Knightwing".
La nueva versión 52 de Tierra-16 se visita en The Multiversity: The Just # 1, donde Chris Kent es Superman y su mejor amigo es Damian Wayne, Batman, con Conner Kent como Superboy. Chris y sus amigos, incluidos Offspring, Kyle Rayner y Connor Hawke, aunque han heredado los mantos de superhéroes de sus padres y predecesores, están profundamente aburridos ya que el mundo está efectivamente controlado por robots de Superman, y muchos de los villanos de la Liga de la Justicia fueron derrotados por la generación anterior de héroes. Recurren a un estilo de vida de celebridades de fiestas y aventuras, así como a recreaciones ocasionales de batallas, para pasar el tiempo.

## En otros medios

### Televisión
- Se alude al Hijo de Zod en las temporadas 8 y la 9 de la serie de televisión de acción real Smallville. En el episodio "Bloodline", se revela que el deseo de Zod de tener un hijo llevó a la creación de "La Bestia", también conocida como Doomsday. En medio de los años fallidos de Krypton, Zod y su esposa Faora descubren que este último es infértil, por lo que recolectaron el ADN de las especies alienígenas más violentas de Krypton y lo fusionaron con el suyo propio para crear el "hijo" perfecto antes de adjuntar las muestras genéticas a la nave del infante Kal-El. Cuando aterrizó en la Tierra, el ADN pasó a convertirse en "Davis Bloome" (interpretado por Sam Witwer). A medida que Bloome envejecía y se hacía más propenso a los "apagones", su verdadera forma monstruosa permaneció camuflada mientras se adaptaba a la Tierra hasta que estuvo lista para destruir la civilización. También entraría en conflicto con Kal-El, ahora Clark Kent. En un flashback representado en el episodio "Kandor", Mayor Zod perdió a su primer hijo en una batalla con Black Zero en la ciudad del mismo nombre. Después de salvar a Jor-El de su castigo por parte del Consejo Científico, Zod le pidió que clonara al hijo muerto del primero, pero Jor-El se negó, temiendo posibles mutaciones o que el clon tuviera una vida más corta, y Zod rompió su amistad.
- Un personaje llamado Lor-Zod apareció en la serie Krypton, interpretado por Emmanuel Ighodaro. Esta versión era Sagitari y padre de Jayna-Zod y Vidar-Zod.
- Lor-Zod apareció en la cuarta temporada de Young Justice, con la voz de Phil Morris. Esta versión nació en el siglo 31 después de que United Planets liberara a sus padres de la Zona Fantasma. Los padres de Lor fueron enviados de regreso a la Zona por la Legión de Super-Héroes, pero United Planets perdonó a Lor debido a su edad. Desarrollando un odio por la Legión después de que destruyeron el proyector de la Zona Fantasma, Lor robó la kryptonita y una esfera del tiempo para volver al pasado y matar a Superboy, quien fue la inspiración para la Legión. Su interferencia con una bomba genética de Ma'alefa'ak llevó a Superboy y Phantom Girl a quedar atrapados en la Zona Fantasma, y luego se muestra que es un lugarteniente de confianza de Darkseid para obtener acceso al proyector de la Zona Fantasma dentro de la bóveda de Metron, Lor logra liberar a sus padres y a un Superboy con el cerebro lavado y los trae a la Tierra, solo para que el equipo restaure la mente de Superboy y termine el intento de los Zod en la conquista, Lor escapa en su esfera del tiempo, sin saber que Metron lo programó previamente para llevarlo al momento de la aparente muerte de Superboy y abandonarlo antes de que pueda detener a Phantom Girl, lo que resulta en la muerte de Lor por la bomba de Ma'alefa'ak.

### Película
- Un hijo del General Zod apareció en Liga de la Justicia: Dioses y monstruos, con la voz de Benjamin Bratt. Es el hijo diseñado genéticamente de Zod y Lara Lor-Van, quien fue enviado a la Tierra como un niño desde el condenado planeta Krypton después del asesinato de Jor-El por Zod. A su llegada a la Tierra, se llama Hernán Guerra y fue criado por una familia de agricultores migrantes mexicanos honorables y trabajadores. Habiendo pasado por los problemas que enfrentan los inmigrantes indocumentados en los Estados Unidos, se ha vuelto de mal genio y se ha apartado de la humanidad con un profundo desprecio y resentimiento por la autoridad, pero crece para convertirse en la versión de Superman de esa realidad y líder de la Liga de la Justicia. Es el mejor amigo de Kirk Langstrom, el Batman de esa realidad, y parece estar en una relación con Bekka, la Mujer Maravilla de esa realidad. También está dispuesto a usar fuerza letal contra enemigos e incluso planea derrocar gobiernos mundiales y reorganizar el liderazgo mundial bajo el gobierno de la Liga de la Justicia. Debido a su brutalidad, el público en general le teme, Lois Lane lo critica con frecuencia y Lex Luthor, Amanda Waller y Steve Trevor lo resienten. Después de una serie de asesinatos orquestados por el secretamente villano Will Magnus para enmarcar a la Liga de la Justicia, que el mundo cree fácilmente debido a la brutalidad pasada de Superman, Superman gradualmente se da cuenta de las consecuencias de su brutalidad, especialmente después de enterarse de que su padre fue responsable de la destrucción de Krypton. Después de que la Liga de la Justicia frustra el plan de Magnus de convertir a la humanidad en una especie con mentalidad de colmena, Superman se gana el favor del público y considera usar menos brutalidad.